# Germanos Farhat
Germanos Farhat, est un philologue, grammairien et évêque syrien mort le 10 juillet 1732.

## Biographie
Germanos Farhat fut archevêque maronite d'Alep de 1725 à 1732. 

## Sources
- La Jambe sur la jambe, Farès Chidiac